# New Castle (Indiana)
New Castle és una població dels Estats Units a l'estat d'Indiana. Segons el cens del 2000 tenia 17.780 habitants.

## Demografia
Segons el cens del 2000, New Castle tenia 17.780 habitants, 7.462 habitatges, i 4.805 famílies. La densitat de població era de 1.153,8 habitants/km².
Dels 7.462 habitatges en un 28,9% hi vivien nens de menys de 18 anys, en un 46,7% hi vivien parelles casades, en un 13,8% dones solteres, i en un 35,6% no eren unitats familiars. En el 31,5% dels habitatges hi vivien persones soles el 15,3% de les quals corresponia a persones de 65 anys o més que vivien soles. El nombre mitjà de persones vivint en cada habitatge era de 2,32 i el nombre mitjà de persones que vivien en cada família era de 2,9.
Per edats la població es repartia de la següent manera: un 23,5% tenia menys de 18 anys, un 8,6% entre 18 i 24, un 28,9% entre 25 i 44, un 21,8% de 45 a 60 i un 17,3% 65 anys o més.
L'edat mediana era de 38 anys. Per cada 100 dones de 18 o més anys hi havia 84,3 homes.
La renda mediana per habitatge era de 30.688$ i la renda mediana per família de 37.463$. Els homes tenien una renda mediana de 32.624$ mentre que les dones 20.554$. La renda per capita de la població era de 17.587$. Entorn del 10,6% de les famílies i el 12,4% de la població estaven per davall del llindar de pobresa.

## Poblacions més properes
El següent diagrama mostra les poblacions més properes.